# کلی مورفی
کلی مورفی (انگلیسی: Kelly Murphy) نویسنده، نویسنده کودکان، و تصویرگر اهل ایالات متحده آمریکا است. او در پراویدنس، رود آیلند مستقر است.

## اوایل زندگی
مورفی در بوستون، ماساچوست متولد شد و در جنوب شرقی این ایالت بزرگ شد. او در مدرسه طراحی رود آیلند (RISD) در پراویدنس، رود آیلند تحصیل کرد و آثار دانشجویی‌اش مورد تقدیر انجمن تصویرگران نیویورک قرار گرفت. پس از اخذ مدرک لیسانس هنرهای زیبا در رشته تصویرسازی در سال ۱۹۹۹، مورفی کار خود را به عنوان تصویرگر آزاد در حوزه مطبوعات و کتاب‌های کودکان آغاز کرد.

## حرفه
مورفی اولین کتاب تصویری خود به نام «بالمیوهخوار بال» را در سال ۲۰۰۲ نوشت و تصویرگری کرد و از آن زمان تاکنون بیش از ۵۰ کتاب کودک را تصویرگری کرده است، از جمله آثاری از نویسندگان سرشناسی چون دیو اگرز، جی. پاتریک لوئیس، لیندا سو پارک، ریچارد پک، بئاتریکس پاتر و جین یولن. علاوه بر این، مورفی آثاری برای تئاتر، فیلم و انیمیشن خلق کرده است، از جمله طراحی شخصیت‌های مجموعه انیمیشن «اسمه و روی» از محصولات سزامه ورکشاپ برای اچ‌بی‌او، و مستند «ماسل شولز» (۲۰۱۳).
او در کالج هنر و طراحی ماساچوست و کالج هنر مونتسرات تدریس کرده است و یکی از اعضای هیئت علمی دانشکده طراحی رود آیلند است.

## جوایز
در سال ۲۰۰۹، مورفی موفق به دریافت جایزه خوانش بلند ای.بی. وایت برای تصویرگری کتاب پرفروش نیویورک تایمز با عنوان «شاهکار» اثر الیس بروچ شد و پس از آن به تصویرگری مجموعه مکمل این کتاب با عنوان «ماجراهای شاهکار» برای خوانندگان جوانتر از همین نویسنده پرداخت. سپس در سال ۲۰۱۹، کتاب «همه خاکستری‌های خیابان گرین» با نویسندگی لورا تاکر و تصویرگری مورفی، از سوی نشریات معتبری شامل نیویورک تایمز، کرکوس ریویوز، بوک پیج و پابلیشرز ویکلی به عنوان یکی از برترین کتاب‌های سال انتخاب شد.

## نمایشگاه‌ها
در سال ۲۰۰۹، مورفی یکی از ۵ هنرمندی بود که آثارشان در هجدهمین نمایشگاه سالانه تصویرگران کتاب کودک در گالری چمرز در تاستین، کالیفرنیا به نمایش درآمد. یک سال بعد، آثار اصلی او در نمایشگاه تصویرگران کتاب کودک ۲۰۱۰ در گالری براش به همراه هم‌دانشگاهی‌های سابقش در مدرسه طراحی رود آیلند - کریستوفر بینگ، دیوید مکالی و دیوید ویسنر - به نمایش گذاشته شده است. آثار مورفی همچنین در موزه تصویرسازی آمریکا در نیویورک سیتی به نمایش گذاشته شده است.
در سال ۲۰۱۲، آثار مورفی جایزه طلای مسابقه تصویرسازی وست ۵۰ را دریافت کرد و در گالری هسته در آلامیدا، کالیفرنیا به نمایش گذاشته شده است. همان سال، او به عنوان یکی از تصویرگران برجسته از میان فارغ‌التحصیلان مدرسه طراحی رود آیلند انتخاب شد تا در نمایشگاه آیکون‌های رود آیلند: میراث تصویرسازی از مدرسه طراحی رود آیلند در گالری وودز جری شرکت کند.
در سال ۲۰۱۴، مورفی به عنوان سخنران کلیدی در کنفرانس نویسندگان و تصویرگران انجمن نویسندگان و تصویرگران کتاب کودک در آستین، تگزاس حضور یافت. او همچنین یکی از تصویرگران و نویسندگان حاضر در جشنواره ۲۰۱۸ کتاب‌های کودک و نویسندگان رود آیلند مدرسه لینکلن بود.

## آثار
شاهکار (۲۰۰۸، تصویرگر، نوشته الیس بروچ)، پرواز ققنوس (ناتانیل فلاد، جانورشناس، جلد ۱) (۲۰۰۹، تصویرگر، نوشته آر.ال. لافیورز)، لانه باسیلیسک (ناتانیل فلاد، جانورشناس، جلد ۲) (۲۰۱۰، تصویرگر، نوشته آر.ال. لافیورز)، گنج وایورن‌ها (ناتانیل فلاد، جانورشناس، جلد ۳) (۲۰۱۰، تصویرگر، نوشته آر.ال. لافیورز)، خانه‌های تسخیرشده (۲۰۱۰، تصویرگر مشترک با آنتوان روی، نوشته رابرت دی. سان سوسی)، افسانه تک‌شاخ (ناتانیل فلاد، جانورشناس، جلد ۴) (۲۰۱۱، تصویرگر، نوشته آر.ال. لافیورز)، رازهای دریا (۲۰۱۱، تصویرگر، نوشته ریچارد پک)، الکس و ماشین زمان شگفت‌انگیز (۲۰۱۲، تصویرگر، نوشته ریچ کوهن)، عقرب‌های زاهیر (۲۰۱۲، تصویرگر، نوشته کریستین برادین-جونز)، پشت کتابخانه (۲۰۱۲، تصویرگر، نوشته مارک استینزلند)، موشی با دم علامت سؤال (۲۰۱۳، تصویرگر، نوشته ریچارد پک)، آنتون و سسیل: گربه‌ها در دریا (۲۰۱۳، تصویرگر، نوشته لیسا و والری مارتین)، دنیای مینیاتوری ماروین و جیمز (۲۰۱۴، تصویرگر، نوشته الیس بروچ)، آژانس کارآگاهی ولستونکرافت، جلد ۱: پرونده گمشدن سنگ ماه (۲۰۱۵، تصویرگر، نوشته جردن استراتفورد)، جیمز به کمک می‌آید (۲۰۱۵، تصویرگر، نوشته الیس بروچ)، در کنار پله‌ها (۲۰۱۶، تصویرگر، نوشته کاترین مارش)، آژانس کارآگاهی ولستونکرافت، جلد ۲: پرونده دختر خاکستری‌پوش (۲۰۱۶، تصویرگر، نوشته جردن استراتفورد)، آنتون و سسیل: گربه‌ها در آسمان (۲۰۱۶، تصویرگر، نوشته لیسا و والری مارتین)، آژانس کارآگاهی ولستونکرافت، جلد ۳: پرونده جنایتکاران جعلی (۲۰۱۷، تصویرگر، نوشته جردن استراتفورد)، دردسر در مدرسه برای ماروین و جیمز (۲۰۱۷، تصویرگر، نوشته الیس بروچ)، مکانی به‌طرز صحبت تسخیرنشده (۲۰۱۷، تصویرگر، نوشته ویلیام الکساندر